# Ганс Ленгенфельдер
Ганс Ленгенфельдер (нім. Hanns Laengenfelder; 8 лютого 1903, Нюрнберг — 19 липня 1982, Нюрнберг) — німецький воєначальник, генерал-майор вермахту. Кавалер Лицарського хреста Залізного хреста з дубовим листям.

## Біографія
1 квітня 1923 року вступив у 21-й піхотний полк. Закінчив Військову академію (1937). З 1 жовтня 1937 року — командир 12-ї роти 86-го піхотного полку. З 1 листопада 1939 року — транспортний комендант Мюнхена.  З 1 липня 1940 року — 1-й офіцер Генштабу в штабу транспортної дирекції вермахту «Париж». З 1 січня 1941 року — начальник постачань 31-ї піхотної дивізії. З 1 грудня 1941 року — командир 1-го батальйону 106-го піхотного полку 15-ї піхотної дивізії, з 1 грудня 1942 по 7 січня 1944 року — командир свого полку. Учасник Німецько-радянської війни, відзначився у боях на Донці і Дніпрі. З 7 жовтня 1944 року — командир своєї дивізії. Воював в Угорщині, з січня 1945 року — в Чехословаччині, де дивізія потрапила в Празький котел. 10 травня 1945 року здався радянським військам. 8 червня 1950 року військовим трибуналом засуджений до 25 років таборів. 10 жовтня 1955 року переданий владі ФРН і звільнений.

## Звання
- Фанен-юнкер (1 квітня 1923)
- Фенріх (1925)
- Обер-фенріх (1926)
- Лейтенант (1 грудня 1926)
- Оберлейтенант (1 лютого 1930)
- Гауптман (1 квітня 1935)
- Майор (1 серпня 1940)
- Оберстлейтенант (1 листопада 1942)
- Оберст (1 листопада 1943)
- Генерал-майор (1 січня 1945)

## Нагороди
- Медаль «За вислугу років у Вермахті» 4-го і 3-го класу (12 років)
- Залізний хрест
  - 2-го класу (17 вересня 1939)
  - 1-го класу (1 листопада 1939)
- Штурмовий піхотний знак в сріблі
- Медаль «За зимову кампанію на Сході 1941/42»
- Хрест Воєнних заслуг 2-го класу з мечами
- Лицарський хрест Залізного хреста з дубовим листям
  - лицарський хрест (21 жовтня 1943)
  - дубове листя (№856; 30 квітня 1945)